# Perry, Ohio
Perry är en ort (village) i Lake County i Ohio. Vid 2010 års folkräkning hade Perry 1 602 invånare.

## Kända personer från Perry
- William B. Allison, politiker